# Wilhelm Lütterfelds
Wilhelm Lütterfelds (* 31. Oktober 1943 in Glehn; † 11. Oktober 2018 in Passau) war ein deutscher Philosoph.

## Leben
Von 1963 bis 1969 studierte er Philosophie, katholische Theologie und Pädagogik in Bonn, München und Tübingen (1969 Staatsexamen/1974 Promotion am Fachbereich Philosophie der Universität Tübingen). Von 1970 bis 1978 war er Vertragsassistent am I. Philosophischen Institut der Universität Wien. Von 1978 bis 1985 war er Universitätsassistent am dortigen Institut (1978 Verleihung der österreichischen Staatsbürgerschaft). Nach der Habilitation 1980 an der Universität Wien war er von 1985 bis zur Emeritierung 2009 ordentlicher Professor für Philosophie an der Universität Passau.

## Schriften (Auswahl)
- Kants Dialektik der Erfahrung. Zur antinomischen Struktur der endlichen Erkenntnis. Meisenheim am Glan 1977, ISBN 3-445-01382-9.
- Bin ich nur öffentliche Person? E. Tugendhats Idealismuskritik (Fichte), ein Anstoß zur transzendentalen Sprachanalyse (Wittgenstein). Königstein im Taunus 1982, ISBN 3-445-02246-1.
- Fichte und Wittgenstein. Der thetische Satz. Stuttgart 1989, ISBN 3-608-91555-9.
- Das Erklärungsparadigma der Dialektik. Zur Struktur und Aktualität der Denkform Hegels. Würzburg 2006, ISBN 3-8260-3024-9.